# Sobretensión (electroquímica)
En electroquímica, sobretensión es un término electroquímico que se refiere a la diferencia de potencial (en voltios) entre una semirreacción determinada termodinámicamente por su potencial de reducción y el potencial en que se observa experimentalmente el proceso redox. Desde el punto de vista eléctrico, una sobretensión eléctrica, es un aumento de tensión que pueden causar graves problemas a los equipos conectados a la línea, desde su envejecimiento prematuro a incendios o destrucción de los mismos.

## Termodinámica
Las cuatro posibles polaridades de sobretensión se listan a continuación:
Debido a sobrepotencial  '
- Un ánodo de la celda electrolítica es más positivo si se utiliza más energía de la que termodinámicamente se requiere.
- Un cátodo de la celda electrolítica es más negativo si se utiliza más energía de la que termodinámicamente se requiere.
- Un ánodo de una celda galvánica es menos negativo si se suministra menos energía de la que termodinámicamente posible.
- Un cátodo de una celda galvánica es menos positivo si se suministra menos energía de la que termodinámicamente posible.

La sobretensión aumenta cuando aumenta la densidad de corriente o (tasa) , como se describe por la ecuación de Tafel. Una reacción electroquímica es una combinación de dos semiceldas y múltiples pasos elementales. Cada una de estas etapas electroquímicas se asocia con múltiples formas de sobretensión. La sobretensión global es la suma de muchas pérdidas individuales. 
Cuando la principal forma de intercambio de energía en una reacción química es térmica, la energía puesta en una barrera de activación se devuelve al sistema como la energía térmica. En esta situación, la energía térmica esencialmente, sirve como un catalizador, propagando la reacción. Este no es el caso cuando la forma deseada para el intercambio de energía es energía eléctrica (Voltios x amperios x segundos). Muchas barreras de activación se superan incrementando el potencial (V) por encima de los requerimientos termodinámicos, un proceso conocido como sobretensión. Esta sobretensión no vuelve al sistema como potencial electrónico útil, sino que se libera como calor de residuos. En esta situación, la energía utilizada para superar las barreras de activación no es un elemento catalizador del sistema, sino que se pierde como un subproducto residual.

## Tensión vs. eficiencia faradaica
La eficiencia de tensión describe la energía perdida a través de la sobretensión. Para una celda electrolítica esta es la razón del potencial termodinámico de una célula dividido por el potencial experimental de la celda convertida en un percentil. Para una celda galvánica es la relación del potencial experimental de la celda dividida por el potencial termodinámico de la celda convertida en un percentil. 
La eficiencia de tensión no debe confundirse con la eficiencia faradaica. Cada término se refiere a un modo a través del cual los sistemas electroquímicos pueden perder energía. La energía puede expresarse como el producto de potencial, la intensidad de corriente y el tiempo (Julios = Voltios x amperios x segundos). Las pérdidas en el término potencial a través de las sobretensiones se describen por la eficiencia de tensión. Las pérdidas en el término de corriente a través de electrones mal dirigidos son descritos por la eficiencia faradaica.

## Variedades de sobretensión
La sobretensión puede dividirse en muchas diferentes subcategorías que no siempre están bien definidas. Por ejemplo, "sobretensión de polarización" puede referirse a la polarización del electrodo y la histéresis encontrada en los picos hacia adelante y hacia atrás de voltamperometría cíclica. Una razón probable de la falta de definiciones estrictas, es que su difícil para determinar cuánto de una sobretensión medida se deriva de una fuente específica. Hay precedente de agrupar las sobretensiones en tres categorías: activación, concentración y resistencia.

### Sobretensión de activación
| Material del electrodo | Hidrógeno | Oxígeno | Cloro   |
| ---------------------- | --------- | ------- | ------- |
| Platino (platinizado)  | −0.07 V   | +0.77 V | +0.08 V |
| Paladio                | −0.07 V   | +0.93 V |         |
| Oro                    | −0.09 V   | +1.02 V |         |
| Hierro                 | −0.15 V   | +0.75 V |         |
| Platino (brillante)    | −0.16 V   | +0.95 V | +0.10 V |
| Plata                  | −0.22 V   | +0.91 V |         |
| Níquel                 | −0.28 V   | +0.56 V |         |
| Grafito                | −0.62 V   | +0.95 V | +0.12 V |
| Plomo                  | −0.71 V   | +0.81 V |         |
| Zinc                   | −0.77 V   |         |         |
| Mercurio               | −0.85 V   |         |         |

La diferencia de potencial por encima del valor de equilibrio necesario para producir una corriente depende de la energía de activación del proceso redox. Si bien ambigua, la "sobretensión de activación" a menudo se refiere exclusivamente a la energía de activación necesaria para transferir un electrón de un electrodo de un analito. Este tipo de sobretensión también puede ser llamado "sobretensión de transferencia electrónica" y es un componente de la "sobretensión de polarización", un fenómeno observado en voltamperometría cíclica y parcialmente descrita por la ecuación de Cottrell. 

#### Sobretensión de reacción
La sobretensión de reacción es una sobretensión de activación que se refiere específicamente a reacciones químicas que, formalmente, debe preceder a la transferencia de electrones. La sobretensión de reacción puede reducirse o eliminarse con el uso de electrocatalizadores homogéneos o heterogéneos. La velocidad de la reacción electroquímica y la densidad de corriente relacionada está dictada por la cinética del electrocatalizador y la concentración de sustrato. 
El platino electrodo común a gran parte de la electroquímica es también no inocente electrocatalíticamente para muchas reacciones. Por ejemplo, el hidrógeno se oxida y los protones se reducen con facilidad en la superficie de platino de un electrodo estándar de hidrógeno en solución acuosa. Si el electrocatalíticamente inerte electrodo de carbono vítreo se sustituye por el electrodo de platino, entonces el resultado son picos de oxidación irreversibles con grandes sobretensiones 

### Sobretensión de concentración
La concentración sobretensión abarca una gran variedad de fenómenos, pero todos implican el agotamiento de los transportadores de carga en la superficie del electrodo. La sobretensión de burbuja es una forma específica de sobretensión de concentración en la que la concentración de los transportadores de carga se agota por la formación física de una burbuja. La confusa "sobretensión de difusión" puede referirse a una sobretensión de concentración creados por una baja velocidad de difusión, así como la "sobretensión de polarización", cuya sobretensión se deriva principalmente de la sobretensión de activación, pero el pico de corriente está limitado por la difusión del analito. 
La diferencia de potencial causada por diferencias de concentración de los portadores de carga entre la solución en bulto y sobre la superficie del electrodo. Esto ocurre cuando la reacción electroquímica es suficientemente rápida para bajar la concentración superficial de los transportadores de carga por debajo de la de la solución en bruto. La velocidad de reacción es entonces dependiente de la capacidad de los portadores de carga para alcanzar la superficie de electrodo.

#### Sobretensión de burbuja
La sobretensión de burbuja es una forma específica de sobretensión de concentración y es debida a la evolución de gas en el ánodo o en el cátodo. Esto reduce el área efectiva para la corriente y aumenta la densidad local corriente. Un ejemplo sería la electrólisis de cloruro de sodio acuoso - aunque el oxígeno podría producirse en el ánodo sobre la base de su en su potencial, la sobretensión de burbuja causa en cambio que se produzca en su lugar cloro, lo que permite una fácil producción industrial de cloro e hidróxido de sodio por electrólisis.

### Sobretensión de resistencia
Las sobretensiones de resistencia son todas las sobretensiones unidas a un diseño de celda. Esto incluye las "sobretensiones de unión", que describen sobretensiones se producen en superficies de los electrodos y en las interfaces como las membranas de electrolitos. Esto puede incluir aspectos de la difusión de los electrolitos, la polarización de superficie (capacitancia), y otras fuentes de fuerzas contraelectromotrices.